# ألان نيومان
ألان نيومان (بالإنجليزية: Alan Newman)‏ هو لاعب كرة قاعدة أمريكي، ولد في 2 أكتوبر 1969 في لا هابرا في الولايات المتحدة.

## وصلات خارجية
- ألان نيومان على موقع الدوري الياباني لكرة القاعدة (الإنجليزية)
- ألان نيومان على موقعبيزبول رفرنس.كوم (الدوري الرئيسي) (الإنجليزية)
- ألان نيومان على موقع مشجعي الرسوم البيانية (الإنجليزية)